# Liste der Baudenkmale in Bliesdorf
In der Liste der Baudenkmale in Bliesdorf sind alle Baudenkmale der brandenburgischen Gemeinde Bliesdorf und ihrer Ortsteile aufgelistet. Grundlage ist die Veröffentlichung der Landesdenkmalliste mit dem Stand vom 31. Dezember 2021.

## Legende
In den Spalten befinden sich folgende Informationen:
- ID-Nr.: Die Nummer wird vom Brandenburgischen Landesamt für Denkmalpflege vergeben. Ein Link hinter der Nummer führt zum Eintrag über das Denkmal in der Denkmaldatenbank. In dieser Spalte kann sich zusätzlich das Wort Wikidata befinden, der entsprechende Link führt zu Angaben zu diesem Denkmal bei Wikidata.
- Lage: die Adresse des Denkmales und die geographischen Koordinaten. Link zu einem Kartenansichtstool, um Koordinaten zu setzen. In der Kartenansicht sind Denkmale ohne Koordinaten mit einem roten beziehungsweise orangen Marker dargestellt und können in der Karte gesetzt werden. Denkmale ohne Bild sind mit einem blauen bzw. roten Marker gekennzeichnet, Denkmale mit Bild mit einem grünen beziehungsweise orangen Marker.
- Bezeichnung: Bezeichnung in den offiziellen Listen des Brandenburgischen Landesamtes für Denkmalpflege. Ein Link hinter der Bezeichnung führt zum Wikipedia-Artikel über das Denkmal.
- Beschreibung: die Beschreibung des Denkmales
- Bild: ein Bild des Denkmales und gegebenenfalls einen Link zu weiteren Fotos des Baudenkmals im Medienarchiv Wikimedia Commons

## Baudenkmale in den Ortsteilen

### Bliesdorf
| ID-Nr.   | Lage               | Bezeichnung | Beschreibung | Bild           |
| -------- | ------------------ | ----------- | --- | -------------- |
| 09180171 | (Lage)             | Dorfkirche  | Die evangelische Kirche ist ein neugotischer Backsteinbau. Erbaut wurde die Kirche in den Jahren 1881 und 1882. Im Jahr 1945 wurde der Turm erneuert. Im Inneren befindet sich ein Kanzelaltar aus dem Jahr 1698. Die Taufe aus Holz stammt aus dem Jahr 1882. | weitere Bilder |
| 09180931 | Am Anger 10 (Lage) | Wohnhaus    | Das Wohnhaus wurde um 1820 erbaut. Es ist ein eingeschossiges Fachwerkhaus mit Krüppelwalmdach. Im Inneren befindet sich eine Schwarze Küche. | Wohnhaus       |

### Kunersdorf
| ID-Nr.            | Lage             | Bezeichnung                                                                                                 | Beschreibung | Bild           |
| ----------------- | ---------------- | --- | --- | -------------- |
| 09180499 Wikidata | (Lage)           | Dorfkirche mit Kirchhofseinfriedung                                                                         | Die Kirche wurde von 1950 bis 1955 auf dem alten Friedhof, direkt an der B 167 erbaut. Sie ist ein Rundbau mit einer Kuppel, der Turm hat einen achtseitigen Knickhelm. Im Inneren befindet sich eine Tür, die 1937 zur 700-Jahr-Feier von Berlin hergestellt wurde. | weitere Bilder |
| 09180142 Wikidata | (Lage)           | Schlosspark                                                                                                 | Nach Errichtung des Schlosses wurde der Schlosspark im Jahre 1780 zu einem Landschaftspark umgestaltet. In den 1820er Jahren wurde der Park umgestaltet, eine Beteiligung Peter Joseph Lennés an der Planung ist unklar. Durch Schäden im Zweiten Weltkrieg, durch ein Hochwasser im Jahre 1947, Holzfällungen und Flurbereinigungen wurde der Park stark beschädigt.                                                                          | weitere Bilder |
| 09180009 Wikidata | (Lage)           | Erbbegräbnis der Familien von Lestwitz, von Itzenplitz und von Oppen, an der nördlichen Friedhofsbegrenzung | Das Erbbegräbnis für die Familien von Lestwitz, von Itzenplitz und von Oppen wurde von 1790 bis Mitte des 19. Jahrhunderts errichtet. Das Begräbnis ist eine Säulenkolonnade mit neun Mauernischen. In jeder Nische befindet sich ein Grabmal in Stelen- oder Urnenform. An dem Erbbegräbnis im Stil des Klassizismus haben unter anderem Johann Gottfried Schadow, Christian Daniel Rauch, Karl Friedrich Schinkel und Hugo Hagen mitgewirkt. | weitere Bilder |
| 09180500          | Am Damm 1 (Lage) | Dammkrug | Das Haus wurde 1767 von dem Gutsbesitzer von Lestwitz erbaut. Es ist ein giebelständiges Vorlaubenhaus mit Krüppelwalmdach. Im Inneren befindet sich eine Schwarze Küche. | Dammkrug       |

### Metzdorf
| ID-Nr.   | Lage                   | Bezeichnung                 | Beschreibung | Bild                        |
| -------- | ---------------------- | --------------------------- | --- | --------------------------- |
| 09180988 | Lindenstraße 25 (Lage) | Dorfschule mit Nebengebäude | Die Dorfschule in der Mitte des Dorfes entstand im Jahre 1894. Der aus Ziegeln errichtete Bau besitzt ein Satteldach. Das Haus hatte im Klassenraum Platz für 50 Kinder. Weiterhin befindet sich eine Lehrerwohnung in der Schule. | Dorfschule mit Nebengebäude |

### Vevais
| ID-Nr.   | Lage                  | Bezeichnung | Beschreibung | Bild           |
| -------- | --------------------- | --- | --- | -------------- |
| 09180051 | (Lage)                | Privatfriedhof der Familie Bochow | Der Friedhof wurde nach 1880 angelegt und ausschließlich von der Familie Bochow genutzt. Auf dem Friedhof befinden sich zehn Grabstätten, drei davon haben ein Eisengusskreuz.                               | BW             |
| 09180894 | Hauptstraße 11 (Lage) | Wohnhaus | Das Wohnhaus wurde 1820 errichtet, zuvor war der Vorgängerbau abgebrannt. | Wohnhaus       |
| 09180370 | Hauptstraße 21 (Lage) | Dornbuschmühle mit Wohnhaus und Speicher, Friedhof, Müllergraben, Mühlenfließ, Teich, Waldstück und Vorwerk Friedrichslust mit Privatfriedhof Bochow | Die Dornbuschmühle an der B 167 wurde bereits im Jahr 1300 erwähnt. Das jetzige Wohn- und Mühlengebäude wurde 1840 erbaut. 1930 und 1957 wurde die Anlage erweitert. Die Mühle war bis etwa 1970 im Betrieb. | weitere Bilder |